# Grå strimmätare
Grå strimmätare (Horisme aemulata) är en fjärilsart som beskrevs av Jacob Hübner 1809-1813. Grå strimmätare ingår i släktet Horisme och familjen mätare. Enligt den svenska rödlistan är arten starkt hotad i Sverige. Arten förekommer på Gotland. Artens livsmiljö är jordbrukslandskap, skogslandskap. Inga underarter finns listade i Catalogue of Life.